# 瓦莱丽安·武科萨夫列维奇
瓦莱丽安·武科萨夫列维奇（1994年4月29日—），旧姓阿亚伊（Ayayi），法国女子篮球运动员。她曾代表法国参加2016年和2020年夏季奥林匹克运动会篮球比赛，其中2020年奥运会获得一枚铜牌。